# Christin Piek
Christin Piek (23 janvier 1889 - ?) est un tireur à la corde belge. Il participe aux Jeux olympiques de 1920 et remporte la médaille de bronze avec l'équipe belge.